# غير مرحب به (فلم)
غير مرحب به (بالإنجليزية: Unwelcome) هو فيلم رعب شعبي لعام 2023 من إخراج جون رايت، وشارك في كتابته رايت ومارك ستاي. الفيلم من بطولة هانا جون كامين ودوغلاس بوث وجيمي لي أودونيل وكولم مياني وكريستيان نيرن.
تم إصدار الفيلم في أيرلندا والمملكة المتحدة في 27 يناير 2023، بواسطة وارنر برذرز بيكتشرز.

## طاقم التمثيل
- هانا جون كامين بدور مايا
- دوغلاس بوث في دور جيمي
- جيمي لي أودونيل في دور أيسلينج
- كولم مياني في دور دادي ويلان
- كريستيان نيرن في دور إيوين
- نيامه كوزاك بدور ماييف
- كريس والي في دور كيليان
- باول ارين في دور ريدكاب السيد سنيف
- ريك واردن في دور رئيس ريدكاب
- أنيا مارسون بدور ريدكاب الأم

## الإطلاق
تم إصدار الفيلم في أيرلندا والمملكة المتحدة في 27 يناير 2023، وفي الولايات المتحدة في 10 مارس 2023، وعلى الرقم الرقمي في 14 مارس 2023 بواسطة وارنر برذرز بيكتشرز. كان من المقرر مسبقًا في 4 فبراير 2022، قبل أن يتم نقله حتى 28 أكتوبر 2022، ثم إلى تاريخ الإصدار الحالي.